# Vincenzo Monaldi

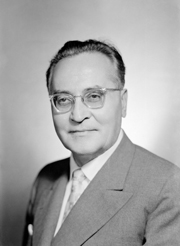
Vincenzo Monaldi

Vincenzo Monaldi (* 16. April 1899 in Monte Vidon Combatte, Provinz Fermo; † 7. November 1969 in Neapel) war ein italienischer Physiologe, Hochschullehrer und Politiker der Christdemokratischen Partei DC (Democrazia Cristiana), der zwischen 1948 und 1953 sowie von 1956 bis 1968 Mitglied des Senats (Senato della Repubblica) war. Außerdem fungierte er von 1958 bis 1959 als erster Gesundheitsminister Italiens.

## Leben

### Studium, Mediziner und Forschungen zur Tuberkulose
Vincenzo Monaldi nahm am Ersten Weltkrieg teil und wurde hierfür dem Kriegsverdienstkreuz (Croce al merito di guerra) ausgezeichnet. Anschließend begann er ein Studium der Medizin an der Universität La Sapienza in Rom, das er 1925 mit einem Laurea in medicina am Lehrstuhl von Eugenio Morelli beendete. In den folgenden Jahren widmete er sich von 1925 bis 1931 als Arzt und Assistent am Institut für Physiologie der Universität La Sapienza insbesondere der Forschung und Behandlung von Tuberkulose und Erkrankungen im Atemtrakt sowie zur Pneumologie und veröffentlichte unter dem Titel Elementi di fisiopatologia dell'apparato respiratorio nella tubercolosi polmonare (1934) eine Darstellung der Elemente der Pathophysiologie des Atmungssystems bei Lungentuberkulose.
Er übernahm eine Titularprofessur für Physiologie an der Fakultät für Medizin und Chirurgie der Universität Neapel Federico II und war zudem zwischen 1946 und 1954 Direktor des Istituto Principi di Piemonte in Neapel. Er gründete 1946 die Fachzeitschrift für Physiologie und Erkrankungen der Atemwege Archivio di tisiologia e malattie dell’apparato respiratorio und war ebenfalls deren Direktor. Zugleich befasste er sich mit der Fortentwicklung des Bacillus Calmette-Guérin (BCG) und dem Vaccino diffondente Salvioli (VDS) als Impfstoff gegen Tuberkulose. 1951 beschrieb er eine Absaugungstechnik, bei der ein Schlauch unterhalb der Mitte des Schlüsselbeins (medioklavikulär) untergebracht wird, die nach ihm benannte Monaldi-Drainage. Er war ferner Direktor der tisiologischen Klinik der Universität La Sapienza sowie Präfekturkommissar der Vereinigten Krankenhäuser von Neapel. Daneben war er unter anderem Mitglied der Medizinischen Akademie (Accademia medica di Roma), der Berliner Medizinischen Gesellschaft und der Medical and Chirurgical Society of London.

### Senator und Gesundheitsminister
Bei den Wahlen vom 18. April 1948 wurde Vincenzo Monaldi für die Christdemokratischen Partei DC (Democrazia Cristiana) für die Region Kampanien erstmals zum Mitglied des Senats (Senato della Repubblica) gewählt. In der ersten Legislaturperiode (1948 bis 1953) war er zwischen dem 14. Juni 1948 und dem 24. Juni 1953 Mitglied der Ständigen Kommission für Arbeit, Auswanderung und soziale Sicherheit (10ª Commissione permanente (Lavoro, emigrazione e previdenza sociale)) sowie außerdem vom 5. April 1949 bis zum 24. Juni 1953 Mitglied der Aufsichtskommission für die Bedingungen von Gefangenen in Justizvollzugsanstalten (Commissione di vigilanza sulle condizioni dei detenuti negli stabilimenti carcerari). Nach seinem Ausscheiden aus dem Senat am 24. Juni 1953 wurde er Direktor des Nationalen Instituts für Soziale Fürsorge (Istituto Nazionale della Previdenza Sociale) in Neapel, des wichtigsten Sozialversicherungsträgers in Italien.
Nach dem Tode von Alfonso Artiaco am 17. Oktober 1956 wurde Vincenzo Monaldi als dessen Ersatzvertreter am 26. Oktober 1956 erneut Senator und war während der zweiten Legislaturperiode (1953 bis 1958) zwischen dem 7. November 1956 und dem 11. Juni 1958 abermals Mitglied der Ständigen Kommission für Arbeit, Auswanderung und soziale Sicherheit.
Bei den Wahlen am 25. Mai 1958 wurde Monaldi in der Region Sizilien abermals zum Mitglied des Senats gewählt. In der dritten Legislaturperiode (1958 bis 1963) war er zwischen dem 9. Juli 1958 und dem 15. Mai 1963 weiterhin Mitglied der Ständigen Kommission für Arbeit, Auswanderung und soziale Sicherheit. Im Kabinett Fanfani II fungierte er zunächst zwischen dem 3. Juli und dem 14. August 1958 als Hochkommissar für Hygiene und öffentliche Gesundheit (Alto Commissario per l’igiene e la sanità pubblica) und war danach vom 14. August 1958 bis zum 14. Februar 1959 erster Gesundheitsminister Italiens (Ministro della sanità). Nach seinem Ausscheiden aus der Regierung war er ferner zwischen dem 3. März 1959 und dem 21. Februar 1962 Mitglied der Ständigen Kommission für Hygiene und Gesundheit (11ª Commissione permanente (Igiene e sanità)) sowie daraufhin vom 11. Juli 1962 bis zum 11. Mai 1963 Mitglied der Ständigen Kommission für öffentlichen Unterricht und schöne Künste (6ª Commissione permanente (Istruzione pubblica e belle arti)).
Vincenzo Monaldi wurde bei den Wahlen am 28. April 1963 noch einmal für die DC zum Senator für die Region Kampanien gewählt und war in der vierten Legislaturperiode (1963 bis 1968) zwischen dem 3. Juli 1963 und dem 4. Juni 1968 erneut Mitglied der Ständigen Kommission für öffentlichen Unterricht und schöne Künste sowie zusätzlich vom 3. Juli bis zum 8. Dezember 1963 wieder Mitglied der Ständigen Kommission für Arbeit, Auswanderung und soziale Sicherheit.

## Veröffentlichungen
- Elementi di fisiopatologia dell'apparato respiratorio nella tubercolosi polmonare, Rom 1934, 4. Auflage 1956